# 永野インターチェンジ

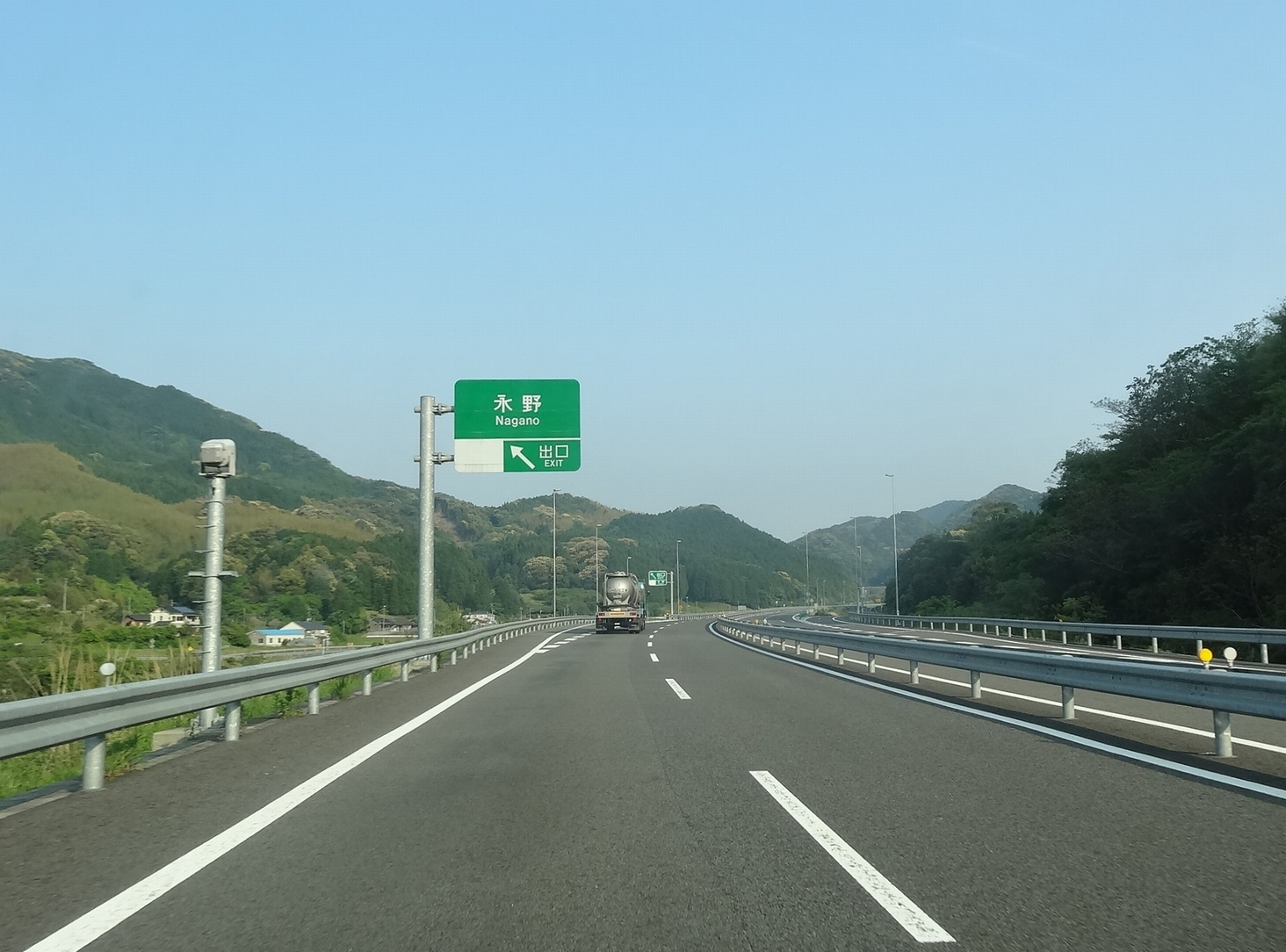
永野IC付近（鹿児島空港方面）

永野インターチェンジ（ながのインターチェンジ）は、鹿児島県薩摩郡さつま町永野にある北薩横断道路（北薩空港道路・薩摩道路）のインターチェンジ。

## 道路
- 北薩横断道路

## 沿革
- 2002年8月9日 : 野坂IC-永野IC間開通に伴い供用開始[1]。
- 2009年3月23日 : 永野IC-さつま観音滝IC間開通。

## 接続する道路
- 国道504号

## 隣
北薩横断道路
野坂IC - 永野IC - さつま観音滝IC